# DAAP
DAAP (англ. Digital Audio Access Protocol) — проприетарный протокол, представленный компанией Apple в программном продукте iTunes и предназначенный для передачи мультимедийных файлов по локальной сети. Протокол базируется на HTTP. DAAP по умолчанию использует TCP порт 3689.
Используя этот протокол, iTunes может подключиться к другому компьютеру (обычно тоже iTunes) и загрузить метаданные фонотеки. Эти метаданные включают в себя список треков, теги, плейлисты, оценки. После загрузки метаданных фонотеки она отображается в iTunes аналогично локальной фонотеке, но в поддереве Общий доступ/Название фонотеки. Можно воспроизводить музыку из плейлистов или же, используя стандартные приёмы iTunes, выбрать музыку по жанрам, исполнителям или альбомам, и воспроизводить в режимах, поддерживаемых iTunes: по порядку, в произвольном порядке, повторять все, повторять одну, не повторять. Доступна перемотка файлов. Файлы при этом тоже передаются по протоколу DAAP, однако, iTunes не предоставляет возможности сохранять их.

## История
DAAP появился в iTunes версии 4.0. Ранние версии iTunes могли подключаться по Интернету, однако позже стало возможно подключаться только в пределах локальной подсети (возможны обходные пути).

## Сторонние реализации
- Модуль «Доступ DAAP» в Rhythmbox
- «Модуль коллекции DAAP для Amarok»